# Euxesta bipunctata
Euxesta bipunctata är en tvåvingeart som först beskrevs av Pierre Justin Marie Macquart 1835.
Euxesta bipunctata ingår i släktet Euxesta och familjen fläckflugor. Inga underarter finns listade i Catalogue of Life.